# Jaroslav Skobla
Jaroslav Skobla (16 de abril de 1899, em Pitkavicky – 22 de novembro de 1959, em Teplice nad Bečvou) foi um halterofilista tchecoslovaco.
Jaroslav Skobla ganhou medalha de bronze na categoria acima de 82,5 kg nos Jogos Olímpicos de Amsterdã 1928 e foi nessa mesma categoria que ele ganhou ouro quatro anos mais tarde em Los Angeles. Ele derrotou o seu compatriota Václav Pšenička, que ficou com a prata.
Ele ainda foi campeão mundial em 1923, na categoria até 82,5 kg, e ficou em terceiro no Campeonato Europeu de 1929, categoria acima de 82,5 kg.